# Vengeance !
Vengeance ! est une mélodie d'Augusta Holmès composée en 1872.

## Composition
Augusta Holmès compose un chant guerrier Vengeance ! en 1872, sur un poème qu'elle écrit elle-même. L'œuvre est sous-titrée « Décembre 1870 », et comporte l'annotation « Mourez joyeux pour la patrie ». Le poème exprime l'idée que les français devraient retourner à la guerre. L'illustration est due à Jannin et Denis, et la mélodie est publiée aux éditions Leduc la même année. Il existe deux versions, l'une pour baryton ou mezzo-soprano en si mineur, l'autre pour ténor ou soprano.
Le contexte historique, la perte de la guerre franco prussienne et la Commune de Paris marque les esprits de l'époque. Holmès traduit le sentiment ambiant d'impuissance et de révolte : 
Français assez de honte !

Soldats que rien ne dompte

Criez au flot qui monte

Tu n'iras pas plus loin (...)

Pour les mères en deuil

Pour les fils au cercueil

Pour le sang sur le seuil

Vengeance ! Vengeance !
Henri Regnault entonne le chant un jour avant sa mort avant la bataille de Buzenval.